# 伍德里奇 (新澤西州)
伍德里奇（英語：Wood-Ridge）是位於美國新澤西州伯根縣的自治市鎮。

## 人口
根據2020年美國人口普查的數據，伍德里奇的面積為2.89平方千米，皆為陸地。當地共有人口10137人，而人口密度為每平方千米3,508人。